# Jeremy Piven
Jeremy Samuel Piven, född 26 juli 1965 i New York, är en amerikansk skådespelare, som är mest känd för sina roller som Dean Gordon i Old School, Ari Gold i HBO-serien Entourage samt rollen som varuhusdirektören Harry Selfridge i TV-serien Mr Selfridge.

## Biografi
Hans första framträdande var som Spike i David Seltzers Lucas (1986). Samma år medverkade han i en annan komedi, Savage Steven Hollands One Crazy Summer, som blev hans andra roll. 1992 fick Piven sitt första tv-framträdande i talkshowen The Larry Sanders Show, där han gästade som Jerry Capen i 15 avsnitt, som blev en viktig roll för honom.
1994 kom han tillbaka till de stora biograferna för att medverka i PCU, där han spelade tonåringen James 'Droz' Matthews, följt av en roll som Dr. Bob i Heat (1995), där han bland annat spelade mot Al Pacino och Robert De Niro. Mellan 1995 och 1998 spelade han Ellen DeGeneres kusin Spence i tv-serien Ellen.  Efter tre år fick Piven sin egen tv-serie, ABC-producerade Amors pilar (1998) där han spelade själva huvudrollen Cupid.
År 2000 började Piven att medverka mer i filmer, först i En andra chans (2000), där han spelade mot Nicholas Cage, följt av rollen som Wolcott i Black Hawk Down (2001), baserad på Mark Bowdens roman, följt av en cameoroll som en homosexuell försäljare i Rush Hour 2. 2003 kom Old School, där Piven spelade som Dean Gordon, som gjorde honom känd. Samma år medverkade Piven i adaptionen av John Grishams roman De utvalda, där han spelade konsulten Lawrence Green.
2004 kom Piven tillbaka till tv-världen som Ari Gold i Entourage, som blev hans största succé sedan The Larry Sanders Show och blev även belönad med tre Emmys och en Golden Globe för sin insats.

## Filmografi (i urval)
- 1989 – Snacka går ju...
- 1990 – Svindlarna
- 1992 – Singles
- 1993 – Seinfeld (TV-serie) (ett avsnitt)
- 1995 – Heat
- 1995–1998 – Ellen (TV-serie) (72 avsnitt)
- 1997 – Även en lönnmördare behöver en träff ibland
- 1997 – Och han älskade dem alla
- 1998 – Mord i Phoenix
- 1998 – Very Bad Things
- 1998–1999 – Amors pilar (TV-serie) (15 avsnitt)
- 2000 – En andra chans
- 2001 – Rush Hour 2
- 2001 – Om ödet får bestämma
- 2001 – Black Hawk Down
- 2003 – Old School
- 2003 – Scary Movie 3
- 2004 – Chasing Liberty
- 2004–2011 – Entourage (TV-serie) (96 avsnitt)
- 2006 – Bilar (röst)
- 2006 – Smokin' Aces
- 2007 – The Kingdom
- 2011 – Spy Kids 4D
- 2012 – So Undercover
- 2013–2016 – Mr Selfridge (TV-serie) (40 avsnitt)
- 2014 – Edge of Tomorrow (ej krediterad)
- 2014 – Sin City: A Dame to Kill For
- 2015 - Entourage